# Galegeae
Galegeae és una tribu d'angiospermes que pertany a la subfamília faboideae dins de la família de les fabàcies.

## Gèneres
- Alhagi
- Astracantha
- Astragalus
- Calophaca
- Caragana
- Chesneya
- Clianthus
- Colutea
- Eremosparton
- Galega
- Glycyrrhiza
- Gueldenstaedtia
- Halimodendron
- Lessertia
- Oreophysa
- Orophaca
- Oxytropis
- Smirnowia
- Sphaerophysa
- Spongiocarpella
- Sutherlandia
- Swainsona